# Pachonki Mosque
Die Pachonki Mosque (auch Sami Pachonki Mosque) ist eine ältere Moschee in Sami Pachonki, Central River Region in dem westafrikanischen Staat Gambia.

## Architektur
Die Moschee wurde aus Lehm und Rhunpalmen gebaut, mit Fenstern und Türen mit Holzrahmen, die von örtlichen Holzarbeitern gefertigt wurden. Auch wenn das über 173 Jahre alte Bauwerk nicht die älteste Moschee in Gambia ist, so ist sie doch eine der ältesten in Gambia, die ihren architektonischen Entwurf seit dem Bau bis heute bewahrt hat. Die Verwendung von Holzmaterialien für die Dachsparren und die Dekoration aus Holz und wurden bis 2020 nicht verändert.

## Geschichte

### Bau
Die Pachonki Mosque wurde in den 1840ern erbaut, Quellen nennen 1840 mit dem Beginn des Baus, und feierte 2020 den 172. Jahrestag ihres Baus. Nach der Überlieferung der Nachfahren wurde die Moschee 1848 geweiht. Foday Omar Ceesay war der erste Imam der Moschee und seit seinem Tod haben dreizehn weitere Imame der Gemeinschaft gedient.

### Islamisches Weltkulturerbe
Die International Scientific Educational and Cultural Organization (ISECO, dt.: Internationale Organisation für wissenschaftliche Bildung und Kultur) hat in Zusammenarbeit mit dem National Centre for Arts and Culture (NCAC) die Pachonki Mosque auf die Vorschlagsliste für eine Liste des islamischen Weltkulturerbe gesetzt. Drei Jahre lang hatte die ISECO im Land die islamischen Kulturstätten untersucht, um Islamische Weltkulturerbe zu identifizieren.